# Metacatharsius exiguus
Metacatharsius exiguus är en skalbaggsart som beskrevs av Karl Henrik Boheman 1860. Metacatharsius exiguus ingår i släktet Metacatharsius och familjen bladhorningar. Inga underarter finns listade i Catalogue of Life.